# Cerambyx carinatus
Cerambyx carinatus  (лат.) — вид жуков-усачей из подсемейства собственно усачей. Распространён в Болгарии, Боснии и Герцеговине, на Крите, Македонии, на Мальте, в Черногории , Турции и Иране. Кормовыми растениями личинок являются вишня обыкновенная, груша обыкновенная и яблоня лесная.